# Ланген (Емсланд)
Ланген (нім. Langen) — громада в Німеччині, розташована в землі Нижня Саксонія. Входить до складу району Емсланд. Складова частина об'єднання громад Ленгеріх.
Площа — 33,52 км2. Населення становить 1462 ос. (станом на 31 грудня 2021).